# Han Myeong-sook
Han Myeong-sook (Pyongyang, 24 marzo 1944) è una politica sudcoreana. Fu prima ministra della Corea del Sud dall'aprile 2006 al marzo 2007.